# Democratische Alliantie (Zuid-Afrika)
De Democratische Alliantie (Engels: Democratic Alliance, Afrikaans: Demokratiese Alliansie) is een Zuid-Afrikaanse liberale politieke partij, die de officiële oppositie op nationaal niveau vormde sinds de algemene verkiezingen van 1999, maar na de verkiezingen in 2024 toetrad tot een regering van nationale eenheid onder Cyril Ramaphosa samen met het ANC en nog een aantal andere partijen. Het is ook de regerende partij van de provincie West-Kaap sinds 2009. De DA wordt gezien als een overwegend gematigde partij. De partij is lid van de Liberale Internationale en het Afrikaans Liberaal Netwerk.

## Geschiedenis
De partij is voortgekomen uit de anti-apartheidsbeweging uit de jaren 1970 en 1980. Gedurende deze tijd stond de partij bekend als de Progressieve Partij, de Progressieve Partij van de Hervorming en de Progressieve Federale Partij. Tot haar leden behoorden de prominente anti-apartheidsactivisten Helen Suzman, Colin Eglin, Harry Schwarz en Frederik van Zyl Slabbert. Tijdens de jaren 1990 werd de partij hernoemd tot de Democratische Partij en werd ze de officiële oppositiepartij. 
De partij werd omgedoopt tot Democratische Alliantie in 2000 na de fusie met de Nieuwe Nationale Partij (NNP) en de veel kleinere Federal Alliance (FA). De NNP had als voorloper de partij van de apartheid, de Nasionale Party. De NNP en de FA verlieten de DA vrij snel. Veel voormalige NNP-leden, samen met het grootste deel van de partijbasis, bleven echter bij de DA en de partij behield haar nieuwe naam. Meer recent zijn de kleinere Onafhankelijke Democraten en de kleine Zuid-Afrikaanse Democratische Conventie in de partij opgenomen. 
De meerderheid van de blanken en kleurlingen in Zuid-Afrika stemt op de Democratische Alliantie, die wordt geleid door John Steenhuisen. Ook onder de Indische bevolkingsgroep is aanzienlijke steun, zodat de partij in toenemende mate alle raciale minderheden omvat.
De partij is echter ook bezig steun te verkrijgen onder de zwarte meerderheid van de bevolking. In de gemeenteraadsverkiezingen van 2011 was dat een kleine 6% van het electoraat. De partij behaalde in die verkiezingen zijn beste resultaat tot dusver met meer dan 21% van de uitgebrachte stemmen. Er zijn ook in toenemende mate zwarte politici die een rol spelen in de partij, zoals voormalig fractievoorzitter Lindiwe Mazibuko.
In juni 2024 behaalde de Afrikaans Nationaal Congres (ANC) geen absolute meerderheid. Het moest op zoek naar coalitiepartners om aan een meerderheid te komen. Op 14 juni 2024 bereikte het ANC overeenstemming met de DA, en enkele kleinere partijen. Direct daarop werd Cyril Ramaphosa herkozen voor een tweede termijn. De DA neemt dus vanaf dan deel aan de nationale regering.

## Verkiezingsuitslagen sinds 1994
| Jaar | stemmen   | %     | zetels |
| ---- | --------- | ----- | ------ |
| 2024 | 6.961.503 | 21,81 | 87     |
| 2019 | 3.621.188 | 20,77 | 84     |
| 2014 | 4.091.584 | 22,23 | 89     |
| 2009 | 2.058.294 | 16,66 | 67     |
| 2004 | 1.931.201 | 12,37 | 50     |
| 1999 | 1.527.337 | 9,56  | 38     |
| 1994 | 338.426   | 1,73  | 7      |

## Lokale regeringsverantwoordelijkheid
|  |  |

De partij regeerde in 2011 in een van de negen provincies (West-Kaap) en had daar ook in een aantal gemeenten het heft in handen. Er was ook een gemeente in Gauteng (Midvaal) waar dit het geval is. Na de verkiezingen in 2016 versterkte de partij zijn grip op de West-Kaap en wist op een paar plaatsen in de Oost-Kaap, de Gauteng, Limpopo en Vrijstaat meestal via coalities het ANC buitenspel te zetten. Dit gebeurde vooral in de gemeenten die grote steden bevatten zoals Port Elizabeth, Johannesburg en Pretoria, maar ook in kleinere zoals Sasolburg. Omdat een groot deel van de Zuid-Afrikaanse economie zich vooral daar afspeelt is dit een gevoelige klap voor de leidende partij. Voor de DA betekende het dat de partij niet langer beperkt is tot de West-Kaap waar vooral etnische minderheden wonen (blanken en kleurlingen) maar dat de partij in, vooral stedelijke, gebieden met een grote zwarte meerderheid een kans maakt.